# Маркетт (династія)
Родина Маркетт (італ. Marquett або Marchetti) — аристократична династія каталонського походження, що перебувала на Сицилії з кінця 13 століття.

## Історія
Першим представником роду Маркетів на Сицилії був Раймондо Маркетт з Барселони, віцеадмірал королів Педро III  і Хайме II Арагонських, який за свої заслуги отримав вотчину і маєтки на території Сиракуз.
Представники цього роду переїхали до Мессіни в 14 столітті, де відзначилися: Перотто, сенатор міста (1550—1551); Гвіскардо, каштелян королівського палацу (1580); П'єтро, генеральний підскарбій королівства (1562); Томмазо, сенатор (1565); Бальдасаре, лицар Мальтійського ордену, судовий виконавець Неаполя та Санто-Стефано; Джузеппе, сенатор і губернатор; Томмазо, п'ятиразовий сенатор Мессіни, князь військового ордена Зірки, отримав титул князя Бельвізо 1648 року; його наступником став Раймондо, сенатор у 1674-75 рр.
П'єтро Маркетт де Гевара був першим бароном Укрії, та командував 18 кораблями в битві при Лепанто 1571 року.
У Церкві Богоматері Укрії досі зберігається могила барона Дона Джузеппе Маркетта Джардіна (1650).